# Notholaena sulphurea
Notholaena sulphurea är en kantbräkenväxtart som först beskrevs av Antonio José Cavanilles och som fick sitt nu gällande namn av John Smith.
Notholaena sulphurea ingår i släktet Notholaena och familjen Pteridaceae. Inga underarter finns listade i Catalogue of Life.